# Вересень 2004
Вересень 2004 — дев'ятий місяць 2004 року, що розпочався у середу 1 вересня та закінчився у четвер 30 вересня.

## Події
- 1 вересня — захоплення бандою терористів понад 1300 заручників у будівлі школи № 1 в Беслані (Північна Осетія).
- 2 вересня — міжнародний трибунал у справах колишньої Югославії не дозволив експрезиденту країни Слободану Мілошевичу самому захищати себе в суді і призначив двох адвокатів.
- 3 вересня — трагічне вирішення кризи із заручниками в Беслані. У результаті теракту загинуло близько 350 осіб, половина з них — діти. Понад 500 осіб було поранено.
- 5 вересня — сталося отруєння Віктора Ющенка.
- 9 вересня — космічний зонд «Генезис» із зразками часток сонячного вітру на борту здійснив невдалу посадку.
- 10 вересня — космічний апарат «Кассіні — Гюйгенс» виявив нове кільце Сатурна шириною 300 км, воно розташоване між кільцями A і F.
- 20 вересня — створена мільйонна стаття у Вікіпедії.
- 21 вересня — початок робіт з будівництва найвищої у світі будівлі — Бурдж Халіфа.